# 仮面ライダー対じごく大使
- 仮面ライダーシリーズ > 仮面ライダー > 仮面ライダー対じごく大使
- 東映まんがまつり > 仮面ライダー対じごく大使

『仮面ライダー対じごく大使』（かめんライダー たい じごくたいし）は、1972年（昭和47年）7月16日に「東映まんがまつり・へんしん大会」の一編として公開された東映の中編映画作品。
特撮テレビドラマ『仮面ライダー』の劇場オリジナル映画第2作目。カラー、シネスコ、上映時間は34分。

## 概要

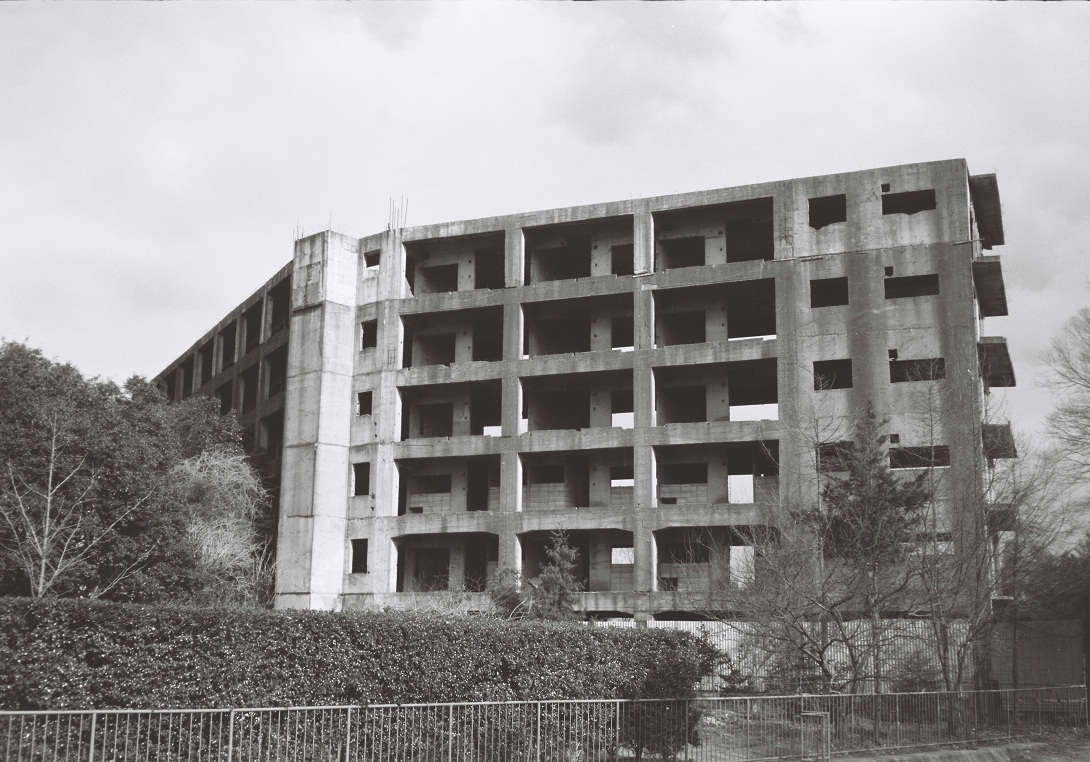
ショッカーアジトとして使用された「お化けマンション」。劇中では屋上にヘリを着地させている

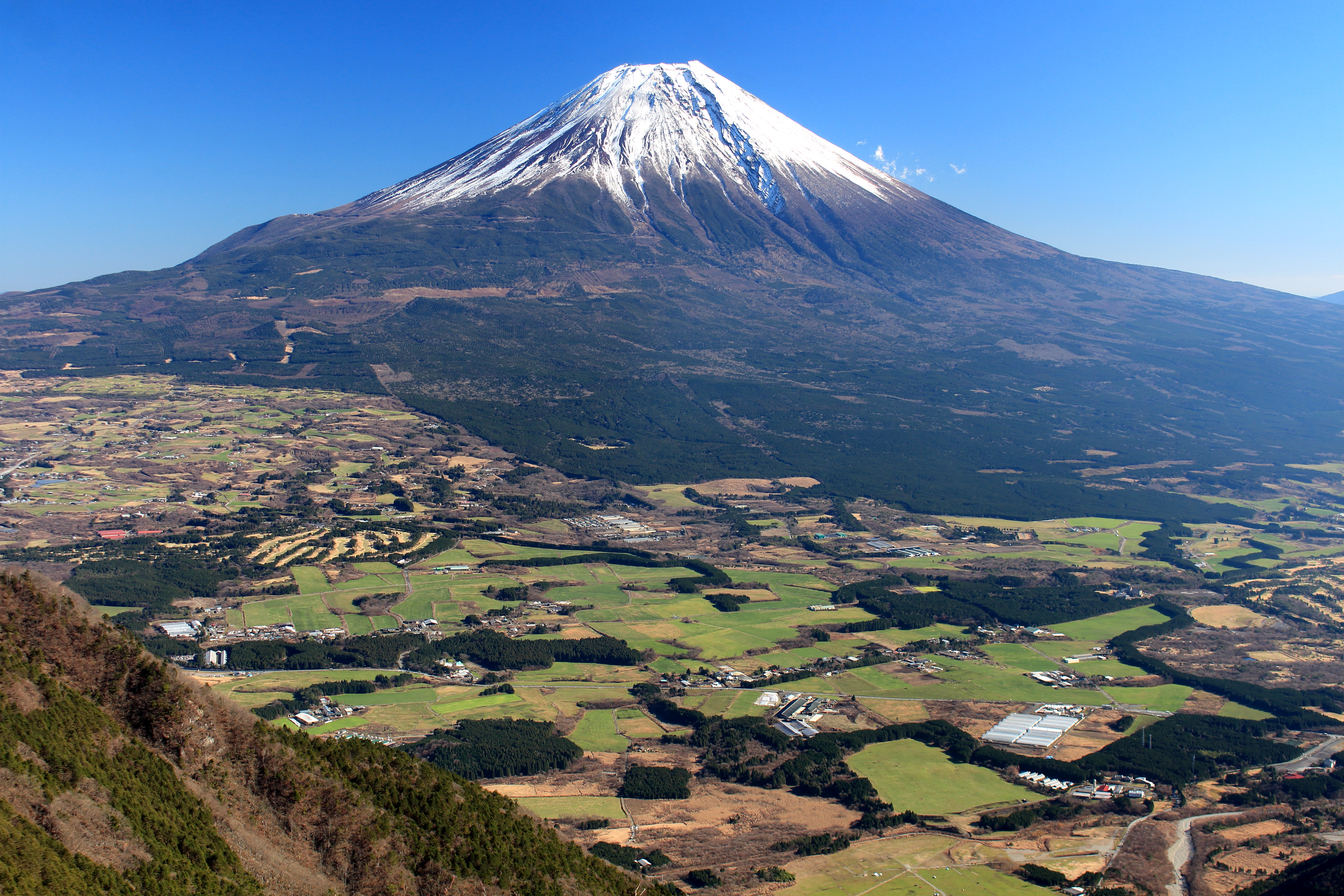
ロケが行われた朝霧高原と富士山

1972年の日本は「変身ブーム」の真っ只中にあり、テレビ各局がこぞって「変身」を見せ場としたヒーロー番組を競作し、子供たちが「ヘンシンごっこ」に熱中していた。ブームの中、前作『仮面ライダー対ショッカー』が丸の内東映のアンケート調査で1位になったことを受け、東映は恒例の「東映まんがまつり」の夏休みプログラム興行を「へんしん大会」と銘打ち、そのメインとして本作品が企画された。
ストーリーは、石森章太郎による原作漫画『仮面ライダー』の最終章「仮面の世界（マスカーワールド）」をベースとし、富士山麓における怪人軍団と仮面ライダーの攻防を描いている。「地獄」をひらがなで表記しているのは、より広範囲の観客層へのアピールを図ったためとされる。なお、脚本時点でのタイトルは『仮面ライダー対ショッカー大要塞』であった。
公開当時のキャッチコピーは、「あっ! 新怪人カミキリキッドだ! ぼくらの仮面ライダーが、大型画面でおおあばれ！」。
一文字隼人=仮面ライダー2号は未登場。
オープニング映像とエンディング映像は、テレビ版第68話以降のオープニング映像とエンディング映像に流用されている。

## あらすじ
本郷猛と滝和也は東日本ロードレースに出場するが、ショッカーの妨害を受ける。ショッカーは富士山頂の大要塞にスーパー破壊光線砲を設置し、日本全土を焼き払う作戦を進めていた。これを阻止しようとする仮面ライダー1号の前に、カミキリキッド率いる怪人軍団が立ち塞がる。

## 登場怪人
カミキリキッド
本作品の新怪人。カミキリムシをモチーフとする改造人間。角から光線、口から白い粉を放出する。左手はハサミになっている。
立花レーシングクラブの床を破って現れ、痺れガスで立花藤兵衛らを眠らせて誘拐する。その後、大要塞に潜入した1号と滝を迎え撃つが動力室を破壊され、角をライダーパンチで折られたうえにライダーキックを受けて爆発する。
子供たちの人気は高く、同年8月発売の『テレビマガジン』9月号の「ショッカー怪人・人気コンテスト」では、総合1位に入賞している。
『仮面ライダー』
制作上の都合（#藤岡弘の失踪と制作中断を参照）で、本作品に先駆けてテレビシリーズ第66話に登場。資料によっては別個体と記述している。
口からは白い粉や火炎を吐く。
海岸で男性を捕らえて悪魔祭りの生け贄にし、ショッカー墓場に眠る怪人たちを蘇らせるために仮面ライダー1号とその仲間たちを生け贄にしようと、ショッカー脱走者の加藤に扮して滝和也に近づく。1号に悪魔祭りを妨害されると、他の怪人たちとともに1号と戦い、そのポーズを真似て炎で攻撃するがかわされ、ライダーきりもみシュートで倒される。
ゲーム『仮面ライダー 正義の系譜』
邪眼によって再生怪人として登場。地獄大使の配下として仮面ライダーアギトと対決する。
- 選定理由は映画に登場したため（同ゲームに登場したザンジオーも、同じ選定理由となっている）。

再生怪人軍団
序盤でカブトロングが登場した後、戦闘員を指揮するハリネズラスとカミキリキッドに率いられたセミミンガ、ゴキブリ男、ギリーラが登場。
朝霧高原ではオートバイ部隊を率いるジャガーマンとサイギャング、騎馬部隊を率いるセミミンガが登場。
富士山五合目ではザンジオーに率いられ、海蛇男、ミミズ男、エイキング、ゴースター、プラノドン、キノコモルグ、ドクモンド、ムササビードル、ザンブロンゾ、毒トカゲ男（名乗り順）の10体が登場。
キノコモルグとムササビードルは初代と異なり、ブーツを履いている。エイキングはテレビシリーズでは巻いていなかったショッカーベルトを腰に巻いている。ミミズ男は、テレビシリーズではミミズ状の触手だった左手が右手と同じ形状の手袋に差し替えられている。ザンブロンゾ、毒トカゲ男、ミミズ男は1号に倒されるが、ザンジオーをはじめ残りの8怪人とは決着を付けずに終わっている。
- 脚本ではザンジオーではなくフクロウ男がリーダー格として予定されていた。

## キャスト
- 本郷猛 / 仮面ライダー1号 - 藤岡弘
- 滝和也 - 千葉治郎
- 地獄大使 - 潮健児
- ユリ - 沖わか子
- エミ - 高見エミリー
- トッコ - 中島真智子
- ショッカー首領の声 - 納谷悟朗[C 1]
- 立花藤兵衛 - 小林昭二
- 大野剣友会
  - 中屋敷鉄也
  - 大杉雄太郎
  - 瀬島達佳
  - カミキリキッド[出典 13] - 滑川広志
  - 佐野房信
  - 池田力也[C 2]

### 声の出演
- カミキリキッド - 二見忠男
- 再生カブトロング - 八代駿
- 再生セミミンガ - 峰恵研[C 3]
- 再生ザンジオー - 関富也
- 再生怪人 - 谷津勲[C 4]、山下啓介、市川治、峰恵研、関富也

## スタッフ
- 企画 - 平山亨、阿部征司
- 原作 - 石森章太郎（たのしい幼稚園、テレビマガジン、冒険王連載）
- 監督 - 山田稔
- 脚本 - 伊上勝
- 音楽 - 菊池俊輔
- 撮影 - 川崎龍治
- 照明 - 太田耕治
- 美術 - 高橋章（エキスプロダクション）
- 仕上制作 - 映広音響
- 録音 - 太田克巳
- 編集 - 菅野順吉
- 記録 - 島田はる
- 助監督 - 長石多可男
- 技斗 - 岡田勝、大野剣友会
- トランポリン - 三隅修（JAC）
- 装飾 - 八木功[C 5]
- 衣裳 - 東映衣裳
- 現像 - 東映化学
- オートバイ協力 - 鈴木自動車工業
- 制作担当 - 河野正俊

## 主題歌・挿入歌
「レッツゴー!! ライダーキック」
作詞 - 石森章太郎 / 作曲 - 菊池俊輔 / 歌 - 藤浩一、メール・ハーモニー
オープニングおよび挿入歌として使用。
「たたかえ! サイクロン」
作詞 - 島田真之 / 作曲 - 菊池俊輔 / 歌 - 子門真人
「仮面ライダーのうた」
作詞 - 八手三郎 / 作曲 - 菊池俊輔 / 歌 - 藤浩一、メール・ハーモニー
エンディングとして使用。

## テレビ放送
| 回数 | 放送局   | 番組名                           | 放送日         | 放送時間（JST） | 放送分数 | 出典          |
| ---- | -------- | -------------------------------- | -------------- | --------------- | -------- | ------------- |
| 1    | TOKYO MX | 仮面ライダー 劇場版3作品一挙放送 | 2023年06月24日 | 19:00 - 20:45   | 105分    | [ 28 ] [ 29 ] |

## 藤岡弘の失踪と制作中断
本作品の撮影中、本郷猛役の藤岡弘が失踪して制作中断に見舞われている。
藤岡は1972年5月、同年10月にNHKで放映予定の時代劇ドラマ『赤ひげ』のオーディションに合格していた。事後報告となったこの一件が『仮面ライダー』制作者である東映や毎日放送とトラブルとなり、一時期行方をくらませてしまった。
主演俳優の不在という事態にまずテレビ本編の制作現場が大混乱となり、第66話として「ショッカー墓場 よみがえる怪人たち」（7月1日放映）が制作された。その結果、本作品の目玉となるはずの新怪人カミキリキッドが、テレビに先行登場する事態となった。
また、本作品では大幹部・地獄大使をタイトルに据えてその対決を打ち出す一方、公開日以前にもう1人の大幹部・死神博士との決着をテレビ本編で付けるはずだった。それも藤岡の失踪によって大きく狂うこととなり、主役不在のまま決着話を制作させられずに死神博士との決着が繰り下げられて制作話が前後した結果、本来は死神博士の正体として用意された怪人ノコギリザメスが、第67話「ショッカー首領出現！ ライダー危うし」（7月8日放映）に一般怪人ギリザメスとして登場した。この混乱の中、本作品の撮影は本郷がエミとトッコを救出するシーンを残して中断し、第68話「死神博士 恐怖の正体！」（7月15日放映）の撮影時になってようやく、藤岡が復帰する。公開前日の放映となった同話で死神博士はイカデビルを正体として仮面ライダー1号に倒され、新サイクロン号の登場も本作品の公開に間に合わせることに成功した。このため、第68話のイカデビルとの決戦は、件の撮り残しシーンとともに奥多摩の採石場で行われている。これにより、クールごとの出演契約であったライダーガールズが同話まで出演延長となった。また、中盤の山場である朝霧高原でのロケは梅雨時にずれ込み、湿気のためにピントが合わず、撮影に苦労したという。
当事者である藤岡は後年のインタビューで、この件については嫌な思い出であったため、記憶から消していたと述べている。

### 影響
プロデューサーの平山亨や阿部征司は、藤岡のオーディション参加やその後の失踪は、彼の所属事務所社長の命令だったのではないかとの見解を示している。藤岡はテレビシリーズ終了後にNHK大河ドラマ『勝海舟』に出演しているが、これは本件の際に平山がNHKの知人を通じてテレビシリーズ終了後に藤岡を起用する確約を取り付けていたことによる。このほか、藤岡には同情的な民放各局からも出演要請が相次いだという。
本件の後、藤岡側は励ましの声を受けたファンへの感謝として後援会「本郷猛の会」を発足した。一方、テレビシリーズでは藤岡のスケジュール調整が行われ、ゲルショッカー編では本郷の出番が極力減らされる形となり、藤岡はテレビドラマの出演数を増やしていった。

## 映像ソフト化
いずれも東映ビデオより発売。
- VHS（セル、レンタル）共通。LD（セルのみ）
  - 2000年5月21日にVHSが発売された[33]。
- DVD：「仮面ライダー THE MOVIE BOX 1972-1988」（2003年12月5日発売）、単巻.VOL.1（2006年3月21日発売）
- BD：「仮面ライダー THE MOVIE Blu-ray BOX 1972-1988」（2011年5月21日発売）に収録。
- UHD：「仮面ライダー THE MOVIE 1972‐1988 4KリマスターBOX」（2021年11月10日発売）に収録。

## 併映作品
- 『魔犬ライナー0011変身せよ!』
- 『変身忍者 嵐』[注釈 10]
- 『超人バロム・1』
- 『魔法使いチャッピー』
- 『国松さまのお通りだい』

## エピソード
空撮シーンでは元特攻隊員がヘリコプターのパイロットを務め、超低空飛行で送電線の下をくぐるなど当時の航空法に違反すると思われる操縦をしていた。同乗した撮影の川崎龍治は高所恐怖症であったことに加え、眼前に爆発が迫ることに恐怖を感じ、撮影助手は失禁していたという。

## ネット配信
『シン・仮面ライダー』の公開を記念して、YouTube「東映特撮YouTube Official」で2023年3月24日21時（JST）から同年4月2日23時59分（JST）まで期間限定無料配信が行われた。